# Culdocentese
Culdocentese é um procedimento médico no qual é extraído, com auxílio de uma agulha, fluido da escavação retouterina (saco de Douglas) posterior à vagina. Se o fluido extraído é sanguinolento pode ser utilizado para diagnosticar hemorragia abdominal, por exemplo por uma gravidez ectópica, por trauma ou por um tumor sangrante. Se o fluido extraído é purulento pode indicar uma infecção como doença inflamatória pélvica ou Peritonite bacteriana espontânea. 
Se o líquido da escavação retouterina é extraído com um bisturi o procedimento é chamado de colpotomia. Visualizar esse espaço com um endoscópio é chamado de culdoscopia.